# Roger Harth
Pour les articles homonymes, voir Harth.
Roger Harth est un décorateur de théâtre, né le 18 avril 1927 d'un père commissionnaire exportateur dans le 17e arrondissement de Paris où il est mort le 30 septembre 1982.

## Biographie
Il acquiert sa notoriété des années 1960 à 1980, et surtout grâce à l'émission Au théâtre ce soir, dont il assurera la grande partie des décors jusqu'à sa mort en 1982.
Son nom a été scandé maintes fois par le public avec celui de Donald Cardwell qui était costumier.

## Pièces de théâtre
- 1957 : César et Cléopâtre de George Bernard Shaw, mise en scène Jean Le Poulain, Théâtre Sarah-Bernhardt (Paris)
- 1961-1963 : Le Maître de Santiago de Henry de Montherlant, mise en scène Jean Marchat, Festival des nuits de Bourgogne Dijon, Château du Plessis-Macé
- 1961 : Henri III et sa cour de Alexandre Dumas, mise en scène Pierre Bertin, Théâtre de l'Athénée
- 1970 : L'amour vient en jouant de Jean Bernard-Luc, mise en scène Michel Roux, Théâtre Marigny[2]
- 1971 : La Maison de Zaza, mise en scène Robert Manuel, théâtre des Nouveautés
- 1979 : L'Alcade de Zalamea de Calderon, mise en scène de Jean Le Poulain, Festival de Vaison-la-Romaine, avec Jean Marais, Jean Davy

## Télévision
- 1975 : Au théâtre ce soir : Le noir te va si bien de Jean Marsan d'après Saul O'Hara, mise en scène Jean Le Poulain, réalisation Pierre Sabbagh, Théâtre Edouard VII

## Metteur en scène
- 1955 : Dix minutes d'alibi de Anthony Armstrong, Théâtre du Casino municipal de Nice